# Tetragnatha ethodon
Tetragnatha ethodon là một loài nhện trong họ Tetragnathidae.
Loài này thuộc chi Tetragnatha. Tetragnatha ethodon được miêu tả năm 1936 bởi Chamberlin & Ivie.